# 蝶撫の忍
『蝶撫の忍』（ちょうぶのしのび）は、原作：村田真哉、作画：速水時貞による日本の漫画作品。『月刊ガンガンJOKER』（スクウェア・エニックス）にて、2017年5月号から2019年8月号まで連載された。
本能寺の変後の天正時代の京都を舞台に甲賀と伊賀の戦いとその裏に隠された陰謀に翻弄される2人の主人公を描く。作中に登場する忍は同作者の作品『アラクニド』『キャタピラー』に登場する暗殺者と同様に節足動物（蟲）の名を冠しているほか、巡魅や蘭のように同作の登場人物と容姿が酷似する人物がいることなどから同作品との繋がりが仄めかされていたが、最終話にて明確に明かされた。

## ストーリー
本能寺の変から1年後、京都の辺境の地で妹と共に小さな辻を営む少女・鱗は、ある時そこへ訪れた若者・半坐との出会いをきっかけとして、自身のみがその有り処を知る織田信長の首級を巡る大名たちの争奪戦ひいてはその裏で暗躍する甲賀と伊賀の忍たちによる全面戦争に巻き込まれることとなる。

## 登場人物

### 主要人物
鱗（りん） / 胡蝶（こちょう）
主人公。その正体はかつて信長に仕えていた甲賀の抜け忍であり、信長の首級の隠し場所を唯一知っていることから様々な勢力から狙われている。耳掻きが得意であり、京都で初と小さな辻(風俗店)を経営する。
生まれつき指の感覚が鋭敏すぎるという先天性の障害を有していたため、農家の手作業がまともにできず親や村民から疎まれながら育ってきたが、村を訪れた無法に妹と共に売りに出されたことをきっかけとして人生が一変。彼の元で甲賀の忍としての地獄の鍛錬を重ねる中で自身の障害を能力へと昇華させた。
半坐（はんざ） / 斑猫（ハンミョウ）
もう一人の主人公。伊賀の忍の男。
大柄な木刀を操り、戦闘の際に武者震いする癖を持つ。
童貞を捨て去るべく鱗の経営する辻を訪れた侍を演じていたが、実際は半蔵の命により彼女に近づいた。だが、鱗との交流を経て次第に惹かれていく。

### 甲賀
鬼多川 無法（きたがわ むほう） / 鬼蜻蜓（オニヤンマ）
甲賀十忍衆の一人。剛剣を得意とする冷酷無比な男性で鱗の育ての親でもある。
伊呂波（いろは） / 泡吹蟲（アワフキムシ）
甲賀十忍衆の一人。扇情的な長髪の美女。体内に取り込んだ屍蝋の蝋を水分と共に粘性の泡として体外に排出し操る忍術「忍泡（にんぽう）」得意とする。
厳臓（げんぞう） / 華潜（ハナムグリ）
甲賀十忍衆の一人。スキンヘッドとかなりの肥満体型が特徴な巨漢。最初の一言を区切って話す癖を持つ。怪力と槍すら通さない脂肪による防御力に加え、背後から奇襲してきた相手を背中に隠し持った巨大な刃で切り裂く忍術「背刃鋏（せばさみ）」を有するため、攻守ともに隙がない。
巡魅（めぐみ） / 御器噛（ゴキカブリ）
甲賀十忍衆の一人。ゴキブリの触角に似たアホ毛を生やした少女。持ち前の素早さと僅かな風の変化から相手の動きや罠を見抜く忍術「風読（かぜよみ）」を用いたスピード・回避重視の戦法を得意とするほか、相手を拘束・攪乱させるための巨大な椀を携行する。
彦左衛門（ひこざえもん） / 水蠆（ヤゴ）
甲賀十忍衆の一人。水中戦を得意とし、水中に引きずり込んだ相手を巨大なアーム状の武器「水蠆顎（やごがく）」で拘束し溺死させる戦法を得意とする。
加納 菊之助（かのう きくのすけ） / 羽衣（ハゴロモ）
甲賀十忍衆の一人。頭部が胴体と一体化した、首無し人間のような異形の容姿を持つ男。造り物の頭部を被って美女や美男子に成りすまし、油断させた相手を奇襲する戦法を得意とする。
更紗（さらさ） / 鞭蠍（ムチサソリ）
甲賀十忍衆の一人。褐色肌の美女。元々はインド出身の奴隷であった。鋼鉄さえ腐食させるほどの濃硫酸を仕込んだ「硫酸鞭（りゅうさんべん）」による打撃と濃硫酸の二重奏で相手を苦しめる。
天牛（てんぎゅう） / 噛斬蟲（カミキリムシ）
甲賀十忍衆の一人。甲賀十人衆の中でも随一の武威と称される実力者。卓越した剣術と刃を通さぬほどの鍛え抜かれた頑強な肉体に加え、毒針を結び付けたカミキリムシの触角のような二本の長い毛髪を操毛術により操り、武威の気焔を囮として油断した相手を奇襲する忍術「蠍髪斬（さそりかみきり）」を操る。
蓮柔郎（れんじゅうろう） / 百足（ムカデ）
甲賀十忍衆の一人。灯の側近。脚部が異形の装甲に覆われた隻眼の男。
灯（あかり） / 蛍（ホタル）
甲賀十忍衆の長で、甲賀流忍術の始祖である女性。見た目は大和撫子然とした美少女だが、実年齢は100を超えるとされている。
繭蜂（マユバチ）
骸骨を思わせる風貌の細身の不気味な男。自身が殺害した人間の体内に潜り込んで操る忍術「屍傀儡（かばねくぐつ）」を得意とし、両手の鈎爪を武器とする。
初を殺して成り代わり鱗を奇襲するが、返り討ちにされる。

### 伊賀
服部半蔵（はっとり はんぞう） / 螻蛄（ケラ）
伊賀忍十座の長で、伊賀の現頭領。あたかも瞬間移動したかのように自由自在に姿を現し、相手を翻弄する神出鬼没の忍術「螻蛄霞（けらがすみ）」を得意とするが、そのカラクリは伊賀秘術「気写」により自身を半蔵と思い込むように洗脳させた無数の影武者を操ったものである。
服部 針蔵（はっとり しんぞう） / 蝉（セミ）
伊賀忍十座の一人。半蔵の弟。子供っぽい性格だが、頭領の半蔵をして天才と言わしめるほどの実力者であり、口から人間を吹き飛ばせるほどの轟音を発する忍術「蝉鳴」を奥の手として有する。とある理由から半坐に敵意を抱いている。
綾乃（あやの） / 蜘蛛（クモ）
伊賀忍十座の一人。おしとやかな印象の美女。糸を操る。
燕（つばめ） / 田鼈（タガメ）
伊賀忍十座の一人。片言で話す男と見間違えるほどの大柄で屈強な体格をした褐色肌の女性。元々はアフリカ出身の奴隷であり、分け隔てなく人として接してくれた半蔵に絶対的な忠誠を誓う。怪力を有するほか水中戦を得意とし、水中でもその速度や腕力が衰えることはない。
蘭（らん） / 糞転（スカラベ）
伊賀忍十座の一人。無邪気で天真爛漫な幼女。精神面は年相応に幼いが、大柄な体格の人間を片手で軽々と振り回せるほどの怪力を有し、直感にも優れている。
旻七（ぶんしち） / 蠅（ハエ）
伊賀忍十座の一人。任務遂行のためなら無関係な一般人も巻き添えに殺戮するほど疑り深く残忍な性格。伊賀随一ともいえる素早さと身軽さを誇る。
鵯（ひより） / 米搗蟲（コメツキムシ）
伊賀忍十座の一人。綾乃を「お姉様」と呼び慕う女性。幼少期の家族を野盗に襲われた時の経験から感情を押し殺すことに長けているほか、驚異的な跳躍力で敵の攻撃を回避しつつ上空から手裏剣で奇襲する「天鋲殺（てんびょうさつ）」を得意とする。
亀十郎（きじゅうろう） / 刺椿象（サシガメ）
伊賀忍十座の一人。顔を覆い隠した男で、剣術を得意とする。
獅子丸（ししまる） / 蟻地獄（アリジゴク）
伊賀忍十座の一人。獣毛のような毛髪を持つ不気味な小男。無数の極細粒子の砂を操り相手の動きを封じる「砂縛（さばく）」と猛毒の吹き矢「黒屍針（こくしばり）」を武器とする。
百地 丹波（ももち たんば） / 大蚊（ガガンボ）
伊賀の元頭領。大雑把な性格だが、その身にはある秘密が隠されている。

### その他
初（うい）
鱗の妹。幼少期に姉と共に甲賀に買われ、姉に守られながら育ってきたが、小繭蜂に殺されて成り代わられてしまう。
弥助（やすけ）
鱗と初の父。障害ゆえに農作業がまともにできない鱗を疎ましく思っており、村を訪れた無法に妹と共に売り払った。
織田信長（おだ のぶなが）
本能寺の変の際、鱗に次代の覇王と成りうるものに自身の首級を渡すことと秀吉には決して渡さないことを託して討たれる。
羽柴秀吉（はしば ひでよし）
甲賀と通じて信長の首級を狙う。
徳川家康（とくがわ いえやす）
伊賀と通じて信長の首級を狙う。
蜂須賀正勝（はちすか まさかつ）
秀吉の重臣。

## 書誌情報
- 原作：村田真哉、作画：速水時貞『蝶撫の忍』スクウェア・エニックス〈ガンガンコミックスJOKER〉、全5巻
  1. 2018年1月25日発売、ISBN 978-4-7575-5604-1
  2. 2018年6月25日発売、ISBN 978-4-7575-5725-3
  3. 2019年12月21日発売、ISBN 978-4-7575-5957-8
  4. 2019年5月22日発売、ISBN 978-4-7575-6131-1
  5. 2019年11月22日発売、ISBN 978-4-7575-6392-6